# Saint-Vérand (Saône-et-Loire)
Saint-Vérand ist eine französische Gemeinde mit 156 Einwohnern (Stand: 1. Januar 2022) im Département Saône-et-Loire in der Region Bourgogne-Franche-Comté. Die Gemeinde ist Teil des Arrondissements Mâcon und Teil des Kantons La Chapelle-de-Guinchay. 

## Geografie
Saint-Vérand liegt in der Landschaft Beaujolais, im Weinbaugebiet Bourgogne; hier wird aus den Trauben vor allem der Crémant de Bourgogne produziert. 
Umgeben wird Saint-Vérand von den Nachbargemeinden Leynes im Norden, Chânes im Osten und Südosten, Saint-Amour-Bellevue im Süden sowie Pruzilly im Westen.

## Bevölkerungsentwicklung
| Jahr                      | 1962 | 1968 | 1975 | 1982 | 1990 | 1999 | 2006 | 2011 | 2016 |
| ------------------------- | ---- | ---- | ---- | ---- | ---- | ---- | ---- | ---- | ---- |
| Einwohner                 | 169  | 165  | 146  | 181  | 191  | 182  | 183  | 176  | 167  |
| Quelle: Cassini und INSEE |      |      |      |      |      |      |      |      |      |

## Sehenswürdigkeiten

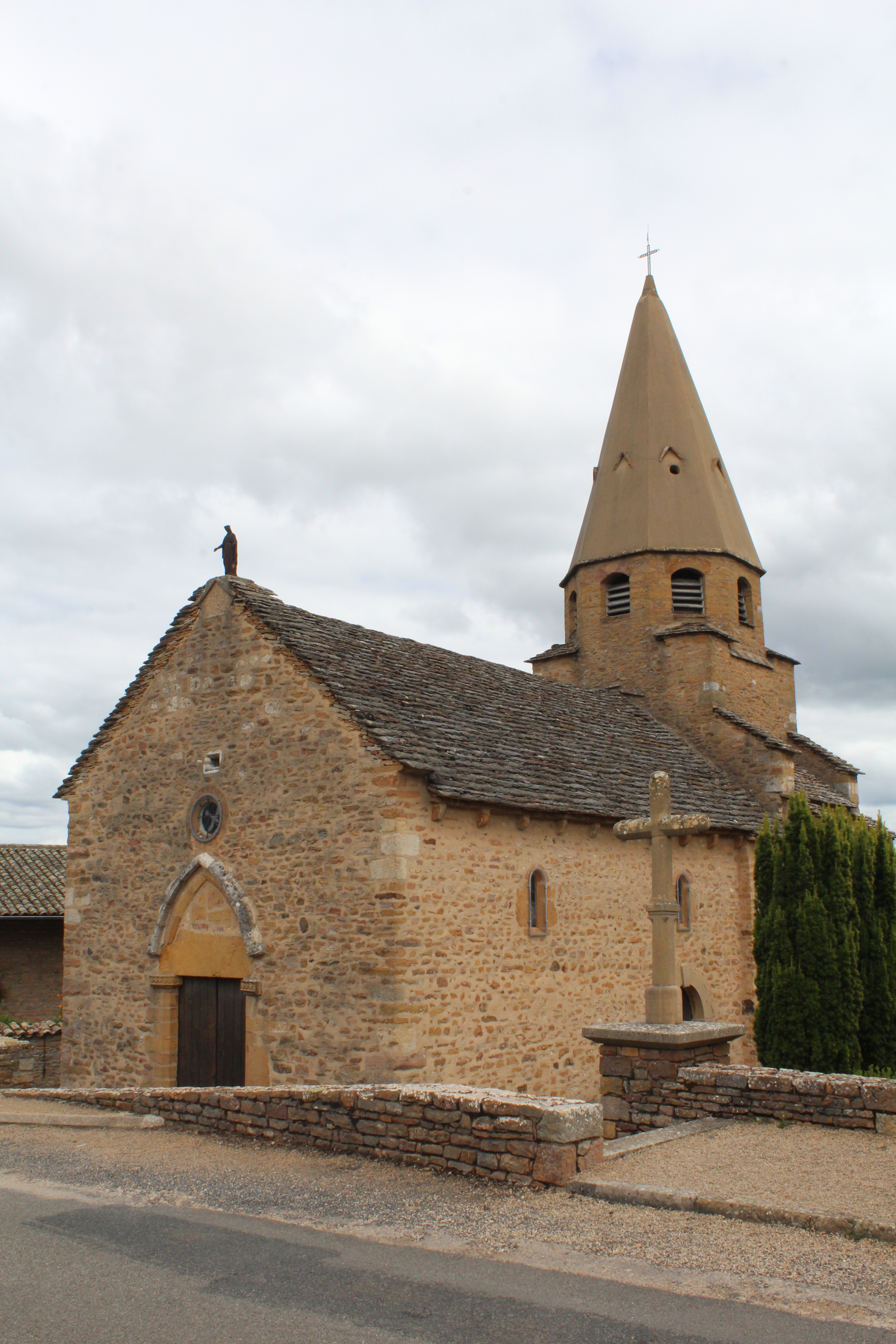
Kirche Saint-Véran

- Kirche Saint-Véran